# Вулиця Марії Лагунової
Ву́лиця Марі́ї Лагуно́вої — вулиця в місті Бровари, Київська область.

## Опис
Вулиця лежить на Масиві. Починається від вулиці Героїв України, закінчується вулицею Чорних Запорожців. З парного боку прилучаються вулиці Ірини Цвілої, Львівська, Центральної Ради, Волноваська та Володимира Савченка. З непарного боку вулиці не прилучаються.
По вулиці Марії Лагунової розміщується переважно житлова багатоквартирна та садибна забудова.

## Історія
До 1967 року дорога відома як вулиця Продольна. Із 21 квітня 1967 року названа вулицею М. Лагунової — на честь Марії Лагунової.

## Відомі будівлі
- № 4 — Броварська міська бібліотека для дітей[2];
- № 11а — Середня школа № 8;
- № 18б — Броварське бюро технічної інвентеризації (БТІ);
- № 18а — Будинок дитячої та юнацької творчості.

## Галерея

Пам'ятна табличка Марії Лагуновій на буд. № 4